# Вулфборо (Њу Хемпшир)
Вулфборо (енгл. Wolfeboro) насељено је место без административног статуса у америчкој савезној држави Њу Хемпшир.

## Демографија
По попису из 2010. године број становника је 2.838, што је 141 (-4,7%) становника мање него 2000. године.
| Група             | 2000.         | 2010.         |
| Белци             | 2.929 (98,3%) | 2.739 (96,5%) |
| Афроамериканци    | 5 (0,2%)      | 5 (0,2%)      |
| Азијати           | 6 (0,2%)      | 20 (0,7%)     |
| Хиспаноамериканци | 32 (1,1%)     | 43 (1,5%)     |
| Укупно            | 2.979         | 2.838         |